# Suihua
Suihua is een stadsprefectuur in de noordelijke provincie Heilongjiang, Volksrepubliek China. Suihua ligt 100 km van Harbin.